# Zorotypus newi
Zorotypus newi är en jordlusart som först beskrevs av Chao och Chen 2000.  Zorotypus newi ingår i släktet Zorotypus och familjen Zorotypidae. Inga underarter finns listade i Catalogue of Life.